# برند گردس
برند گردس (انگلیسی: Bernd Gerdes؛ زادهٔ ۳ نوامبر ۱۹۸۹) بازیکن فوتبال اهل آلمان است.